# Königskurve
| Streckenlänge: | 0,3 km               |                       |                    |
| Spurweite: | 1435 mm (Normalspur) |                       |                    |
| |                      |                       |                    |
| \| \| \| von Hochdorf (b Horb) \| \| \| \| 0,0 \| Abzweig \| Abzweig \| \| \| \| nach Pforzheim Hbf \| \| \| \| \| von Pforzheim Hbf \| \| \| \| 0,3 \| Abzweig \| Abzweig \| \| \| \| nach Bad Wildbad \| \| |                      |                       |                    |
| |                      | von Hochdorf (b Horb) |                    |
| ehemalige Blockstelle | 0,0                  | Abzweig               | Abzweig            |
| Abzweig ehemals geradeaus und nach rechts |                      | nach Pforzheim Hbf    | nach Pforzheim Hbf |
| Abzweig ehemals geradeaus und von rechts |                      | von Pforzheim Hbf     | von Pforzheim Hbf  |
| ehemalige Blockstelle | 0,3                  | Abzweig               | Abzweig            |
| |                      | nach Bad Wildbad      |                    |

Die Königskurve, auch Württembergische Königskurve genannt, war eine circa 0,3 Kilometer lange Eisenbahnstrecke im Stadtgebiet von Pforzheim. Die Verbindungskurve wurde 1874 von den Königlich Württembergischen Staats-Eisenbahnen erbaut, um direkte Fahrten zwischen der im gleichen Jahr eröffneten Nagoldtalbahn und der damals bereits bestehenden Enztalbahn zu ermöglichen, ohne im Bahnhof Brötzingen einen Fahrtrichtungswechsel durchführen zu müssen. Sie zweigte nördlich der Brücke über die Enz von der Nagoldtalbahn ab und mündete beim heutigen Haltepunkt Brötzingen Sandweg in die Enztalbahn ein.
Die nach dem König von Württemberg benannte Strecke ermöglichte somit dem Herrscher seinen bevorzugten Kurort Bad Wildbad über die Nagoldtalbahn kommend einfacher zu erreichen. Zwar war dies von Stuttgart aus ein Umweg und im Bahnhof Calw war ein Richtungswechsel erforderlich, doch konnte der Monarch so möglichst lange auf dem eigenen Staatsgebiet reisen, weil nur das kurze Stück zwischen Unterreichenbach und Birkenfeld über badisches Territorium verlief. Außer Sonderzügen zwischen Stuttgart und Wildbad wie den königlichen Hofzügen oder im Sommer 1914 dem so genannten „württembergischen Bäderzug“ diente das Gleisdreieck auch dem Wenden von Dampflokomotiven, sonstiger Reiseverkehr wurde zu keiner Zeit abgewickelt. Stillgelegt wurde die Königskurve nach dem Zweiten Weltkrieg von der Deutschen Bundesbahn.